# دیوید کرسون
دیوید کرسون (انگلیسی: David Crosson؛ زادهٔ ۲۴ نوامبر ۱۹۵۲) بازیکن فوتبال اهل بریتانیا است.
از باشگاه‌هایی که در آن بازی کرده‌است می‌توان به باشگاه فوتبال نیوکاسل یونایتد، باشگاه فوتبال کروک تاون، و باشگاه فوتبال دارلینگتون اشاره کرد.